# Sofia Lind
Sofia Lind (ur. 4 września 1975) – szwedzka biegaczka narciarska, zawodniczka klubu Åsarna IK.

## Kariera
Po raz pierwszy na arenie międzynarodowej Sofia Lind pojawiła się 7 stycznia 1996 roku w zawodach FIS Race w Torsby, gdzie zwyciężyła w biegu na 10 km techniką klasyczną. W Pucharze Świata zadebiutowała 13 marca 1999 roku w Falun, zajmując 58. miejsce w biegu na 15 km stylem klasycznym. Lind nigdy nie zdobyła punktów PŚ i nie została uwzględniona w klasyfikacji generalnej. Od 2000 roku startowała także w cyklu FIS Marathon Cup, zajmując między innymi trzecie miejsce w klasyfikacji generalnej sezonów 2003/2004 i 2004/2005. Sześciokrotnie stawała na podium, przy czym dwukrotnie zwyciężała w szwedzkim Vasaloppet (2004 i 2005). Nigdy nie brała udziału w igrzyskach olimpijskich ani mistrzostwach świata.

## Osiągnięcia

### Puchar Świata

#### Miejsca w klasyfikacji generalnej
- sezon 1998/1999: -
- sezon 1999/2000: -
- sezon 2001/2002: -
- sezon 2002/2003: -
- sezon 2003/2004: -
- sezon 2004/2005: -

#### Miejsca na podium
Lind nigdy nie stała na podium indywidualnych zawodów Pucharu Świata.

### FIS Marathon Cup

#### Miejsca w klasyfikacji generalnej
- sezon 1999/2000: 5.
- sezon 2000/2001: 7.
- sezon 2001/2002: 11.
- sezon 2002/2003: 9.
- sezon 2003/2004: 3.
- sezon 2004/2005: 3.
- sezon 2005/2006: 4.

#### Miejsca na podium
| Nr  | Dzień       | Rok  | Zawody             | Dystans                 | Czas biegu  | Strata       | Pozycja | Zwyciężczyni         |
| --- | ----------- | ---- | ------------------ | ----------------------- | ----------- | ------------ | ------- | -------------------- |
| 1.  | marzec      | 2000 | Vasaloppet         | 90 km stylem klasycznym | 4:52:35 h   | +5:05 min    | 2.      | Swietłana Nagiejkina |
| 2.  | 4 marca     | 2001 | Vasaloppet         | 90 km stylem klasycznym | 4:31:05 h   | +7:02 min    | 2.      | Ulrika Persson       |
| 3.  | 3 marca     | 2002 | Vasaloppet         | 90 km stylem klasycznym | 4:38.5 h    | +1:00 min    | 2.      | Swietłana Nagiejkina |
| 4.  | 2 marca     | 2003 | Vasaloppet         | 90 km stylem klasycznym | 4:32:57.0 h | +10:05.0 min | 2.      | Ulrika Persson       |
| 5.  | 14 grudnia  | 2003 | La Sgambeda        | 42 km stylem dowolnym   | 1:44:41.4 h | +2:53.0 min  | 2.      | Lara Peyrot          |
| 6.  | 1 lutego    | 2004 | König-Ludwig-Lauf  | 55 km stylem klasycznym | 2:15:36.0 h | +1:32.6 min  | 2.      | Cristina Paluselli   |
| 7.  | 7 marca     | 2004 | Vasaloppet         | 90 km stylem klasycznym | 4:20:28.0 h | -            | 1.      | -                    |
| 8.  | 20 marca    | 2004 | Birkebeinerrennet  | 58 km stylem klasycznym | 3:03:47.0 h | +5:35.0 min  | 3.      | Annmari Viljanmaa    |
| 9.  | 12 grudnia  | 2004 | La Sgambeda        | 42 km stylem dowolnym   | 1:48:11.9 h | +2:50.5 min  | 3.      | Lara Peyrot          |
| 10. | 9 stycznia  | 2005 | Jizerská Padesátka | 50 km stylem klasycznym | 2:24:27.0 h | +2:24.0 min  | 3.      | Cristina Paluselli   |
| 11. | 6 lutego    | 2005 | König-Ludwig-Lauf  | 55 km stylem klasycznym | 2:41:59.3 h | +5:19.6 min  | 2.      | Cristina Paluselli   |
| 12. | 6 marca     | 2005 | Vasaloppet         | 90 km stylem klasycznym | 4:24:09.0 h | -            | 1.      | -                    |
| 13. | 19 marca    | 2005 | Birkebeinerrennet  | 54 km stylem klasycznym | 3:10:59.0 h | +1:03.0 min  | 3.      | Cristina Paluselli   |
| 14. | 15 stycznia | 2006 | Jizerská Padesátka | 50 km stylem klasycznym | 2:32:39.0 h | +3:03.0 min  | 3.      | Cristina Paluselli   |
| 15. | 29 stycznia | 2006 | Marcialonga        | 70 km stylem klasycznym | 3:41:58.1 h | +12:16.2 min | 3.      | Cristina Paluselli   |
| 16. | 5 lutego    | 2006 | König-Ludwig-Lauf  | 50 km stylem klasycznym | 2:36:55.5 h | +59.7 s      | 3.      | Ine Wigernæs         |